# Armando Wila
Armando Lenín Wila Cangá (San Lorenzo, Ecuador, 12 de mayo de 1985) es un exfutbolista ecuatoriano. Juega de delantero y su último equipo fue el Club Atlético Samborondón de la Segunda Categoría de Ecuador, es hermano mayor de Polo Wila.

## Trayectoria
Wila comenzó su carrera en Deportivo Cuenca, club en el que se formó. Posteriormente fue cedido a varios clubes del torneo de ascenso la Serie B de Ecuador. En 2009, Wila llega al Técnico Universitario club con el que consigue afirmar su carrera profesional. Un año más tarde Independiente del Valle consigue el fichaje del delantero, quien cierra una buena temporada con el equipo de Sangolquí.
En el 2011 es vendido al Barcelona de Guayaquil. Wila tendría su primera experiencia internacional con el Puebla FC de México. Su paso por México no es del todo satisfactorio y regresa a Ecuador para convertirse en pieza importante de Liga de Loja tanto en el campeonato de la Serie A de Ecuador como en la Copa Sudamericana, un torneo que el club disputaba por primera vez en su historia. A mediados de 2013 es transferido a Universidad Católica, equipo con el que consigue meterse dentro de la tabla de goleadores del torneo local.
A inicios del 2015 Wila regresa al Barcelona Sporting Club, club con el que juega un mes, para luego ser transferido al Al-Nassr de Arabia Saudita.
En el 2016 vuelve de cesión volviendo Universidad Católica siendo prestado a Fuerza Amarilla jugando por ese club todo el año.
El 2017 llega a Unión Comercio donde apenas jugó 4 partidos tras un pequeño paso acaba su vínculo con el club, Volviendo  a Fuerza Amarilla donde a final de año desciende de categoría.

## Selección nacional
Wila fue convocado para un amistoso no oficial de 23 de abril de 2014, contra "Resto de América", un equipo compuesto por los extranjeros destacados en el torneo local. En ese partido anotó el segundo gol de la selección de Ecuador (2-1). Wila hizo su debut "oficial" con la selección mayor de Ecuador, en un partido contra Holanda el 17 de mayo de 2014.
 Actualizado al último partido jugado el 17 de mayo de 2014.
| \| N.° \| Fecha \| Ciudad \| Rival \| Resultado \| Resultado \| Competencia \| \| --- \| ------------------ \| --------- \| ------------ \| --------- \| --------- \| ----------- \| \| 1. \| 17 de mayo de 2014 \| Ámsterdam \| Países Bajos \| 1-1 \| Empate \| Amistoso \| |                    |           |              |           |           |             |
| N.° | Fecha              | Ciudad    | Rival        | Resultado | Resultado | Competencia |
| 1. | 17 de mayo de 2014 | Ámsterdam | Países Bajos | 1-1       | Empate    | Amistoso    |

## Clubes
| Club                    | País           | Año       |
| ----------------------- | -------------- | --------- |
| Deportivo Cuenca        | Ecuador        | 2005      |
| Patria                  | Ecuador        | 2006      |
| Norteamérica            | Ecuador        | 2007      |
| Deportivo Cuenca        | Ecuador        | 2007      |
| Rocafuerte              | Ecuador        | 2008      |
| Técnico Universitario   | Ecuador        | 2009      |
| Independiente del Valle | Ecuador        | 2010      |
| Barcelona               | Ecuador        | 2011      |
| Puebla FC               | México         | 2012      |
| Liga de Loja            | Ecuador        | 2012–2013 |
| Universidad Católica    | Ecuador        | 2013-2014 |
| Barcelona               | Ecuador        | 2015      |
| Al-Nassr                | Arabia Saudita | 2015      |
| Barcelona SC            | Ecuador        | 2015      |
| Fuerza Amarilla S.C.    | Ecuador        | 2016      |
| Unión Comercio          | Perú           | 2017      |
| Fuerza Amarilla S.C.    | Ecuador        | 2017      |
| Sport Venecia           | Ecuador        | 2018      |
| Santo Domingo           | Ecuador        | 2018      |
| Liga de Portoviejo      | Ecuador        | 2019      |

## Palmarés

### Campeonatos nacionales
| Título                             | Club     | País           | Año       |
| ---------------------------------- | -------- | -------------- | --------- |
| Primera División de Arabia Saudita | Al-Nassr | Arabia Saudita | 2014-2015 |

### Distinciones individuales
| Distinción                          | Club                 | Año  |
| ----------------------------------- | -------------------- | ---- |
| Goleador del Campeonato Ecuatoriano | Universidad Católica | 2014 |